# Квітництво (масив)
Квітництво — житловий масив у Подільському районі Києва. Розташований на північ від Нивок між вулицями Івана Виговського та Стеценка.

## Опис
Складається з мікрорайонів «Квітництво-1» (від площі Валерія Марченка до Північно-Сирецької вулиці), «Квітництво-2» (від Північно-Сирецької вулиці до поліграфічного комбінату «Київська правда») і групи будинків по Тираспольській вулиці. Масив забудовувався одночасно з сусідніми Нивками п'яти- і дев'ятиповерховими панельними і цегляними житловими будинками з кінця 1950-х по кінець 1960; окремі будівлі будувалися до початку 2000-х років.
Назва масиву — від розташованих в околицях фруктових садів та квітництва. На схід від Квітництва розташовані завод «Квазар-мікро» і Сирецький лісопарк; на захід — дачне селище Берковець, на південь — Нивки, на північ — фруктові сади радгоспу «Пуща-Водиця» та масив Виноградар. Через масив проходять тролейбуси та автобуси, що сполучають Виноградар зі станціями метро «Нивки» та «Сирець», неподалік від масиву, в Сирецькому лісопарку, знаходиться кінцева зупинка тролейбусного маршруту № 5.